# クィントゥス・ポンペイウス
クィントゥス・ポンペイウス（ラテン語: Quintus Pompeius、紀元前184年 - 没年不明）は紀元前2世紀中頃の共和政ローマの政治家・軍人。紀元前141年にコンスル（執政官）、紀元前131年にケンソル（監察官）を務めた。

## 出自
カピトリヌスのファスティによれば、ポンペイウスの父のプラエノーメン（第一名、個人名）はアウルスである。ポンペイウスの祖先に関する情報は、これのみである。キケロによれば、ポンペイウス家は「取るに足らない、あまり知られていない家系」で、彼のキャリアにおいて先祖の功績に頼ることができなかった。彼の父親がフルート奏者だったという噂さえある。従って、典型的なノウス・ホモ（父祖に高位の公職者を持たず、執政官に就任した者）である。

## 経歴

### 早期の経歴
ポンペイウスの誕生年は紀元前184年と推定されている。初期の経歴に関しては不明であるが、キケロは「多くの人々の敵意、最大の危険、窮乏を乗り越えて、最高の栄誉を達成した」と述べている。現代の研究者は、ポンペイウスを「スキピオ派」の一員と見ている。彼らは家族や友人関係、ギリシャ文化への愛、穏健な改革思考、などで結ばれていた。ポンペイウスはスキピオ派の指導者であるプブリウス･コルネリウス・スキピオ・アエミリアヌス・アフリカヌス、とほぼ年齢が同じであった。
当時のウィッリウス法の規定から、ポンペイウスは遅くとも紀元前144年にはプラエトル（法務官）を務めたはずである。アッピアノスは紀元前143年にローマの将軍「クィントゥス」がルシタニア人の指導者ヴィリアトゥスとヒスパニアで戦い敗北したとしている。これが正しければ、ポンペイウスはプロプラエトル（前法務官）としてヒスパニアに出征したと考えられる。またアッピアノスはギリシア人であることもあり、個人名のクィントゥスと氏族名のクィンクティウスを混同している、つまりこの人物はポンペイウスではないとする説もある。
何れにせよ、この頃までにポンペイウスは庶民の人気を得ており、これを背景にして紀元前142年の末に、執政官を選挙に出馬して勝利した。ポンペイスの政敵には、ルキウス・フリウス・ピルス、グナエウスとクィントゥスのカエピオ兄弟、クィントゥスとルキウスのメテッルス兄弟、等がいた。ポンペイウスは出馬の時点では、自分は当選の意思はなくスキピオ・アエミリアヌスの親友であるガイウス・ラエリウス・サピエンスを支援すると称していたが、これは偽りであった。最後の瞬間に、ポンペイウスは自分に有利な票を集めていたことが判明した。プルタルコスによれば、これを知ったスキピオ・アエミリアヌスは、「フルート奏者の助けをこんなにも待っていたのは愚かなことだ」と笑ったという。その後、彼はポンペイとの友情を断固拒否した。
ポンペイウスの同僚執政官は、その政敵の一人であるグナエウス・セルウィリウス・カエピオであった。元老院特別令により、ポンペイウスはヒスパニア・キテリオルに派遣されることとなり、グナエウス・カエピオの担当地域はイタリア本土となった。G. Simonはこの特別例が民会からのものだった可能性を示唆している。カエピオ兄弟は間違いなくこれを防止しようとしたが、成功しなかった。

### ヒスパニア
ポンペイウスは海路を使って任地に到着した。ケルティベリアの近くで、前任者のクィントゥス・カエキリウス・メテッルス・マケドニクスから、歩兵30,000と騎兵2,000からなる軍の指揮を引き継いだ。マケドニクスは執政官、さらにはプロコンスル（前執政官）として、2年間ケルティベリア人と戦い、大きな成功を収めていた。平地部においては、ローマに服従していない都市は、ヌマンティアとテルマンティアの2つだけとなっていた。紀元前153年から反抗を続けるヌマンティアの奪取が、ポンペイウスの主任務であった。

ポンペイウスはヌマンティアの近くに野営地を設営した。ある日、馬に乗って野営地から出たポンペイウスをヌマンティア軍が追尾、これを攻撃した。ローマ軍は軽微な損害を負ったが、ポンペイウスは野営地に戻った。その後直ちに軍を出撃させ、平地部に陣を敷いた。ヌマンティア軍はローマ軍に向かって下ってきたが、自軍の塹壕と柵に誘い込むため、敗走を装ってとゆっくりと後退した。ローマ軍は数には勝っていたが、兵士は連日の小競り合いで疲労していた。ポンペイウスはヌマンティアを簡単に攻略することはできないと考え、目標をテルマンティアに変更した。しかし、ここでも兵700を失い、トリブヌス・ミリトゥム（高級士官）の一部隊が敗走した。ローマ軍は岩場に追い込まれ、多くの兵士や馬が崖から落ちた。残りの者はパニックに陥り、武器を持って夜を過ごした。夜明けには敵が出てきて、通常の戦いが一日中続いたが勝敗はつかなかった。やがて夜になったために戦闘は終了した。ポンペイウスは勝利を宣言したものの 、結局は退却した。

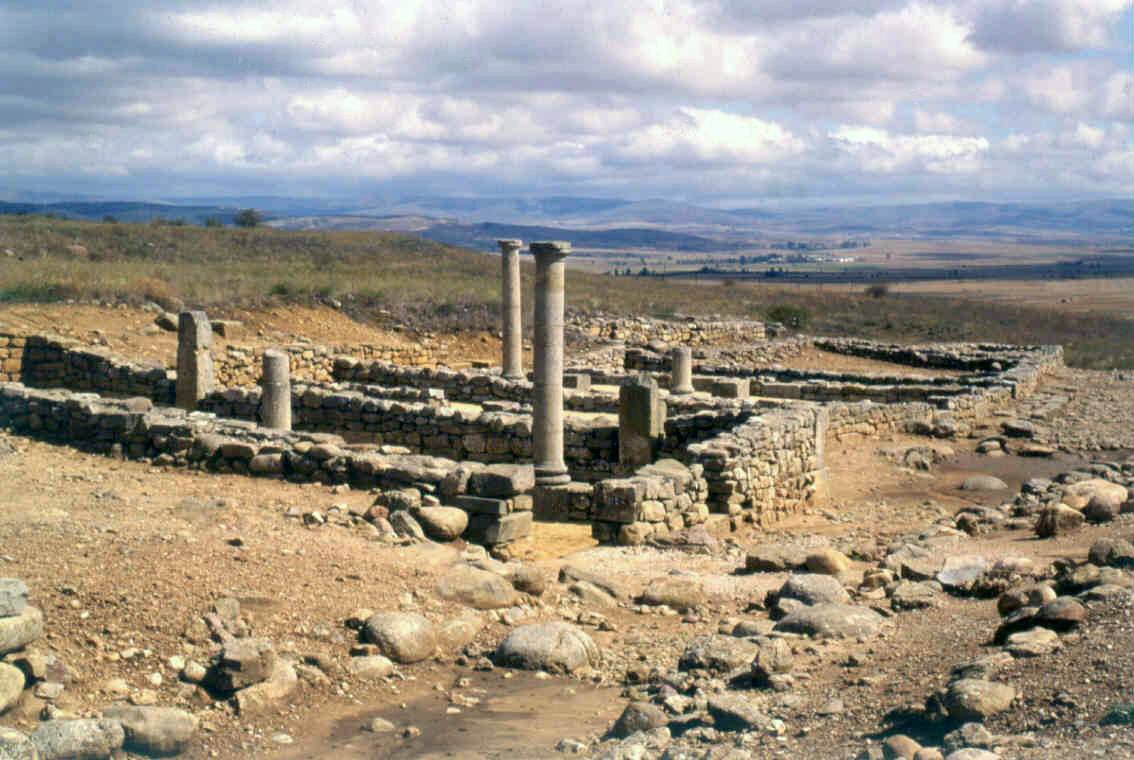
ヌマンティアの遺構

ポンペイウスはマリアの攻略を新たな目標とした。数日間の包囲の末、マリアは降伏を決意した。交渉の最中、ポンペイウスはマリアを守っていた400人のヌマンティア兵を差し出すよう要求した。マリア側はこれに同意したが、これを知ったヌマンティア兵は夜になって住民を攻撃した。この騒ぎを聞いたローマ軍は街を占領し、ラグニは破壊され、貴族は皆殺しにされた。ポンペイウスは生き残った200人のヌマンティア人を解放したが、これは一部は同情のためであり、一部はヌマンティアとの講和を望んでいたためである。この年の終わりまでに、ポンペイウスはローマに友好的なセダタニア人を襲っていたタンギヌスを首領とする盗賊を討伐した。多くの盗賊たちは捕らえられ、奴隷として売られた。冬の間、ポンペイウスはエデタニアで冬営した。
紀元前140年、ポンペイウスは前執政官としてインペリウム（軍事指揮権）を維持し、引き続きヌマンティアと戦うこととなった。春を待って、ポンペイウスは再びヌマンティアを包囲した。今回は街を外界から完全に遮断し、食料不足による降伏を狙った。封鎖を完全なものとするため、近くを流れる川を迂回させようとした。しかしヌマンティア軍は果敢に出撃し、其の度に工事を行うローマ兵は退却を余儀なくされた。結果、完全な封鎖は実現できず、兵の消耗のため軍の戦闘力も低下していった。加えて、隷下の兵士の多くは既に6年間もヒスパニアで戦っていたため、これらベテランを経験不足の新兵と交代させねばならなかった。結局、年末までに何の成果も得ることができなかった。退却を避けるため、ポンペイウスは野営地で冬営に入ったが、これが損害を拡大した。ローマ兵は寒さ、病気、さらにヌマンティア軍からの攻撃などで大量に死んでいった。結局、ポンペイウスはは軍をいくつかの都市に撤退させなければならなかった。
一方でヌマンティアとテルマンティアの住民も、長引く戦争に疲弊しており、和平交渉を望んだ。ポンペイウスは表向きは降伏を要求したが、密かに譲歩に合意した。ポンペイウスは、捕虜、脱走者、人質の引き渡し、加えて9,000枚のマント、3,000枚の皮革、800頭の軍馬、銀30タレント と引き換えに、ケルティベリアを 「ローマ人の友人であり、同盟者」と認めた。紀元前139年、新たな執政官マルクス・ポピッリウス・ラエナスが到着したときには、講和条約を既に締結されており、賠償の一部を受け取るだけとなっていた。しかしポンペイウスはラナエスに対し、自分はケルティベリアに譲歩しておらず、ローマが受け入れるのは降伏だけだと宣言した。ラエナスの目の前で、ポンペイウスとヌマンティア側が口論となった。ポンペイウスは合意はないと言い張り、ヌマンティア側はプリフェクトゥスかトリブヌス・ミリトゥムが証人だと主張した。結局ラエナスはヌマンティアの代表者をローマに送ることとした。ポンペイウスもまたヒスパニアを離れた。

### ポンペイウス裁判
元老院はポンペイウスとヌマンティアの双方の言い分を聞いた。ポンペイウスは依然としてセルティベリア人に譲歩をせず、保証も与えず、代わりに無条件降伏を受け入れたと主張していた。ヌマンティア側は合意について語った。歴史学者G. Simonは、ポンペイウスが無実であることを誰かに納得させることができた可能性は低かったと示唆している。不運なポンペイウスの多くの政敵が、彼の行動を激しい言葉で避難し、彼をヌマンティアに引き渡すべきと要求した。ポンペイウスは自分の政治生命だけでなく、生命そのものが危機にさらされていると認識し、自分を猛然と擁護した。ウァレリウス・マクシムスはポンペイウスの演説から引用していると思われるが、ポンペイウスは「前任者のメテッルス・マケドニクスは、ポンペイウスに軍を引き渡す前に、動員を解除し、食料の略奪を許し、矢や槍さえも壊した」と主張したとする。このようにして、ポンペイウスは前任者の悪意に責任を押し付けようとした。
元老院議員は戦争の継続を決定した。法を遵守していることを見せるために、彼らはポンペイウスを違法な条約を結んだ罪人としてヌマンティアに引き渡すことを提案した。この法案は民会にも提出されたが、この時点でも庶民の間ではポンペイウスの人気は高かった。ポンペイウスは、自分の話がより真実であると人々を納得させることができ。その結果、法案は却下された。
一応ヌマンティアの剣では有罪は免れたものの、ポンペイウスにとって話はそれだけでは終わらなかった。紀元前138年、ポンペイウスは、カエピオ兄弟とメテッルス兄弟から、恐喝事件の被告人として告訴された。起訴の正式な理由は不明である。キケロとヴァレリー・マキシムウァレリウス・マクシムスは、ポンペイウスの反対派の影響力が裁判官に期待された影響を与えなかったと報告しており、無罪判決が下された。
紀元前137年、ヒスパニア・キテリオルで執政官ガイウス・ホスティリウス・マンキヌスが、ヌマンティアとまたもや恥ずべき協定を結んだとの報告がローマに届き、元老院は再びポンペイウスのことを思い出した。マンキヌスは元老院に対して自分を正当化するために、ポンペイウスの行動のために自分の軍が機能せず、彼が被った敗北は旧条約違反の当然の結果であると主張した。元老院はマンキヌスをヌマンティアに引き渡すことを提案したが、これはポンペイウスが無罪となったことと矛盾する。このため、マンキヌスも無罪を勝ち取るか、あるいはポンペイウスが新たに有罪とされる可能性があった。しかしマンキヌスはこの状況を利用することができず、ヌマンティアに引き渡されることとなった（実際にはヌマンティアは受け取りを拒否した）。ポンペイウスはまたも処分を免れた。

### その後
紀元前136年、ルキウス・フリウス・ピルスが執政官に就任するが、ポンペイウスはピルスの強烈な政敵であった。ピルスの担当地域はヒスパニア・キテリオルであったが、ピルスは過度の欲望を持っているとして赴任を妨げようとした。結果としてピルスはポンペイウスを特使に任命し、ポンペイウスは再びヒスパニアに赴くこととなった。旧来からの政敵であるメテッルス・マケドニクスも、この任務に得ればれた。このときから、ポンペイウスが「反スキピオ派」に接近し始めたとの節もある。紀元前133年には、ポンペイウスは元老院を支持し、護民官ティベリウス・センプロニウス・グラックス（グラックス兄）の改革に反対していた。ポンペイウスは、自分はティベリウスの隣人であるため、ペルガモンのアッタロス3世（死後、ローマに王国を遺贈した）がグラックスに王冠と紫の衣を贈ったことを知っており、これをグラックスが王位を狙っている証拠であると、民会で発言した。グラックスはアッタロス王の遺産をローマ市民に分配するつもりだと反論したが、ポンペイウスは護民官（不逮捕特権がある）の任期満了後、グラックスを裁判にかけると誓った。但し、これは紀元前132年の護民官に対する発言との説もある。
紀元前131年、ポンペイウスはケンソル（監察官）に就任し、その政治歴の頂点に達する。同僚はクィントゥス・カエキリウス・メテッルス・マケドニクスであったが、監察官が二人とも平民階級のプレブスなのは、史上初めてであった。元老院筆頭は当初アッピウス・クラウディウス・プルケルが任命されたが、途中死去したためルキウス・コルネリウス・レントゥルス・ルプスが代わった。

## 子孫
ポンペイウスは晩婚であったと思われる。キケロは「クァエストル（財務官）で死んだ」ガイウス・シキニウスをポンペイウスの孫としているが、これが正しければ娘がいたことになる。ポンペイウスの息子は紀元前88年の執政官クィントゥス・ポンペイウス・ルフス、または紀元前132年の護民官クィントゥス・ポンペイウスとの説がある。

## 評価
古代の著述家は、全員が一致してポンペイウスがケルティベリアと結んだ条約をはずべきものとしている。キケロによると、ポンペイは心に慎重さを内在していた。この資質のおかげで、彼はヌマンティアとの戦争後の困難な状況から抜け出したが、同時に彼は良識、恥と言葉への忠誠心を失った。その結果、ポンペイウス個人だけではなく、共和国全体が道徳的に衰退した。キケロはポンペイウスを「"狡猾な悪役」と呼び、ヌマンティア人との合意を否定したことに関連して、彼に次のように述べている。

このような人物は、結局の所、何も恐れていない。しかしまず第一に、良心の呵責を感じないが、彼にとっては良心を抑えることは難しくなのだ。結局のところ、隠匿主義とか不誠実と言われる者は、自分を責めることからは程遠いのである。さらには、誰か他人の恥ずべき行動に苦しめられているように見せかけることすらあるのだ。これは才覚と言っても過言ではない。
キケロ『善と悪の究極について』、II, 54.

もっとも、歴史家G. Simonは、この出来事の道義的責任は元老院にも等しくあるとしている。N. Trukhinaは、ポンペイウウスの知性、器用さ、一般的な非凡さに注目しているが、「自身のキャリアに対する狭い視点」が彼のエネルギーを吸収したと述べている。結果として、彼は偉大なな政治家になることはできなかった。

## 参考資料

### 古代の資料
- アッピアノス『ローマ史』
- ウァレリウス・マクシムス『有名言行録』
- ガイウス・ウェッレイウス・パテルクルス『ローマ世界の歴史』
- シケリアのディオドロス『歴史叢書』
- フラウィウス・エウトロピウス『首都創建以来の略史』
- カピトリヌスのファスティ
- ティトゥス・リウィウス『ローマ建国史』
- オロシウス『異教徒に反論する歴史』
- プルタルコス『王と将軍たちの名言集』
- プルタルコス『対比列伝』
- マルクス・トゥッリウス・キケロ『ブルトゥス』
- マルクス・トゥッリウス・キケロ『国家論』
- マルクス・トゥッリウス・キケロ『友情論』
- マルクス・トゥッリウス・キケロ『善と悪の究極について』
- マルクス・トゥッリウス・キケロ『義務について』
- マルクス・トゥッリウス・キケロ『雄弁家について』

### 研究書
- Zaborovsky I. Some aspects of the political struggle in the Roman Senate (40–20s of the 2nd century BC) // Bulletin of Ancient History. - 1977. - S. 182-191 .
- Simon G. The Wars of Rome in Spain. - M .: Humanitarian Academy, 2008. - 288 p. - ISBN 978-5-93762-023-1 .
- Trukhina N. Politics and Politics of the "Golden Age" of the Roman Republic. - M .: Publishing House of Moscow State University, 1986. - 184 p.
- Broughton R. Magistrates of the Roman Republic. - New York, 1951. - Vol. I. - P. 600.
- Miltner F. Pompeius // Paulys Realencyclopädie der classischen Altertumswissenschaft . - 1952. - T. XXI, 2 . - P. 2050-2053.
- Miltner F. Pompeius 1 // Paulys Realencyclopädie der classischen Altertumswissenschaft . - 1952. - T. XXI, 2 . - P. 2053.
- Miltner F. Pompeius 12 // Paulys Realencyclopädie der classischen Altertumswissenschaft . - 1952. - T. XXI, 2 . - P. 2056-2058.
- Miltner F. Pompeius 39 // Paulys Realencyclopädie der classischen Altertumswissenschaft . - 1952. - T. XXI, 2 . - P. 2250-2252.
- Miltner F. Pompeius 51 // Paulys Realencyclopädie der classischen Altertumswissenschaft . - 1952. - T. XXI, 2 . - P. 2263.
- Sumner G. Orators in Cicero's Brutus: prosopography and chronology. - Toronto: University of Toronto Press, 1973.- 197 p. - ISBN 9780802052810 .